# مورنگو
مورنگو (به ایتالیایی: Morengo) یک کومونه در ایتالیا است که در استان برگامو واقع شده‌است.

## خصوصیات
مورنگو ۱۰٫۳ کیلومترمربع مساحت و ۲٬۴۷۴ نفر جمعیت دارد و ۱۲۶ متر بالاتر از سطح دریا واقع شده‌است.